# Брічер
Брічер  — боєць силового підрозділу завданням якого є проламування дверей, стін, вікон у будівлях. Для цього застосовуються: кувалди, ломи, вибухівка, дробовики тощо. Головним завданням брічера є забезпечення швидкого проникнення підрозділу в середину будівлі, як правило для її штурму. Брічери входять до штатного складу спецпідрозділів армії та поліції..